# Poszeidón

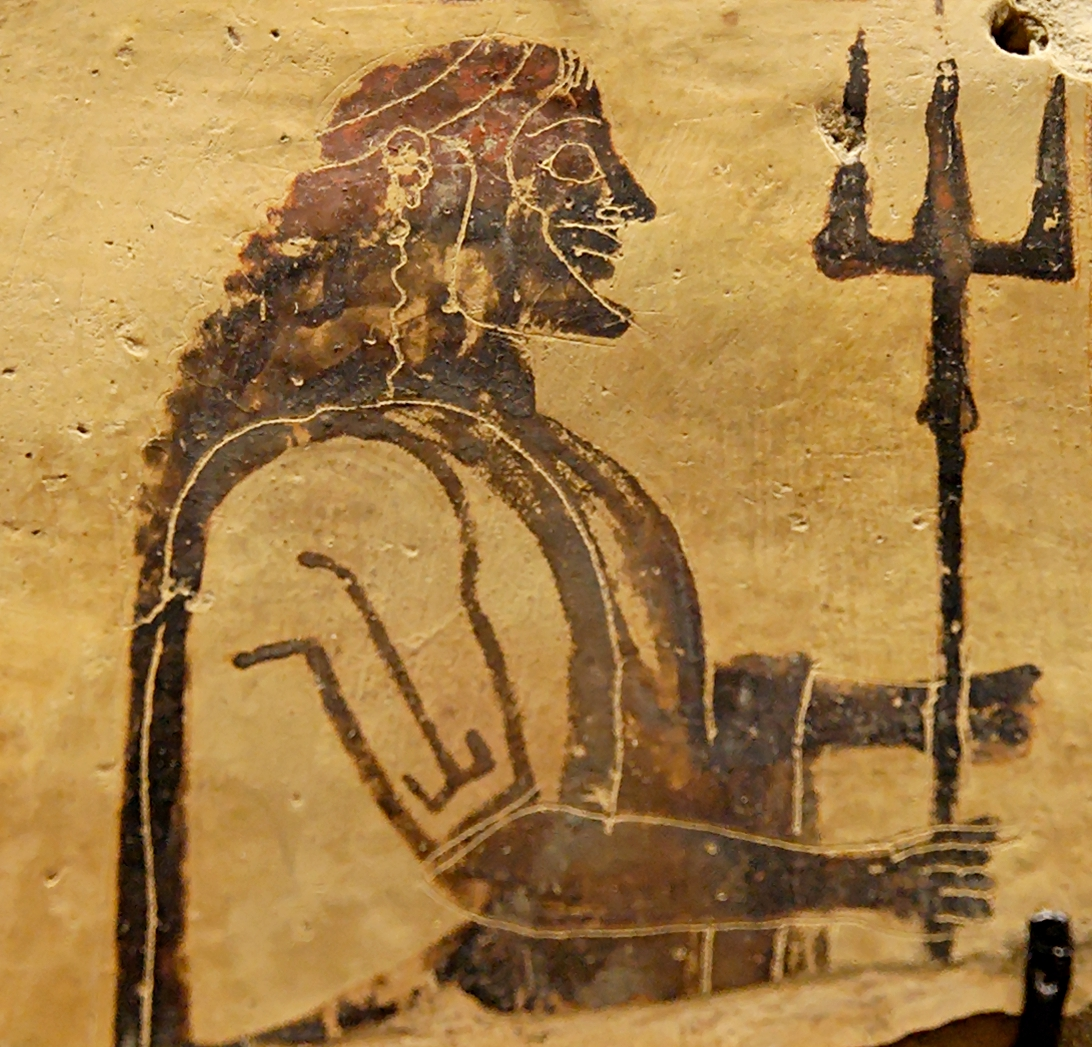

Görög isten (görögül Ποσειδῶν), latin megfelelője Neptunus. A név a különböző ógörög nyelvjárásokban másképp hangzott. Homérosznál Ποσειδάων (Poszeidaón), dór Ποσειδάν (Poszeidan), ión Ποσειδέων (Poszeideón), dór Ποτειδάν és aiol Ποτείδαν (mindkét utóbbi Poteidan). A név így kapcsolatba hozható Poteidaia város nevével is. Általában a háborgó tenger és a földrengés isteneként emlegetik. Jelképe a háromágú szigony és a delfin.

## Rokonsága
Kronosz és Rhea fia. Zeusz, Hadész, Héra, Démétér és Hesztia testvére. Mivel Kronosz letaszította apját, Uranoszt az égből, sőt meg is csonkította, ő maga is félt saját gyermekeitől, ezért születésük után rögtön lenyelte őket. Poszeidón az ötödik gyermek volt, amikor Kronosz végül Zeusz kényszerére, (egy Métisz által készített varázsital segítségével) visszaöklendezte őket, elsőként jött elő. Így bár fiatalabb leánytestvéreinél és mindkét fiútestvérénél idősebb, a második születés után megfordult a sorrend, fiatalabb lett két fiútestvérénél és idősebb a leányoknál.
Felesége Amphitrité ókeanisz vagy néreisz. Amphitrité egyszer elkeseredésében belevetette magát az Atlanti-óceánba, ám egy delfin megmentette, és elvitte őt Poszeidónhoz, aki feleségül vette. Hálából Poszeidón a csillagként az égre helyezte el, az a Delfin csillagkép. Közös gyermekeik Tritón és Bentheszikümé. Poszeidón többi gyermeke házasságon kívül született (néhány esetben Poszeidón csak az egyik a lehetséges apák közül):
- Aithra gyermeke, Thészeusz félig Poszeidón fia
- Akhelóosz is a fia egyes mítoszváltozatok szerint
- Alküónétől Hürieusz
- Alopétől Hippothoón
- Amümónétól Naupliosz
- Déiphobétől Glaukosz
- Démétértől Areión
- Európétól Euphémosz
- Eurüalétól Órión, a híres vadász
- Eurümedétől Bellerophontész
- Eurütétől Halirrhothiosz
- Gaiától Antaiosz és Karübdisz
- Haliától Rhodé
- Hippétől (Euippé, Arné vagy Melanippé) Aiolosz és Boiótosz
- Hippothoétől Pterelaosz
- Iphimedeia gigásztól Ótosz és Ephialtész
- Iphinoétől Megareusz
- ismeretlen anyától Prokrusztész (vagy Polüpémón, Damasztész)
- ismeretlen anyától Erginosz
- ismeretlen anyától Küzikosz
- ismeretlentől Lamosz, a laisztrügónok királya
- ismeretlentől Szkeirón
- ismeretlentől Ialebión és Derkünosz, akiket Héraklész ölt meg a tizedik próbáján Etruriában, valamint Erüx, akit birkózásban győzött le ugyanakkor
- Kanakétől Epópeusz
- Kleophülétől Ankaiosz
- Kalükétől Küknosz
- Kerkürától Phaiax
- Khiónétől Eumolposz
- Khlórisztól Periklümenész
- Libüétől Agénór és Bélosz
- Lüszianasszától Buszirisz
- Melia nimfától Amükosz
- Meduszától a szárnyas ló, Pégaszosz (Pegazusként is ismert) és Khrüszaór
- Molionétől a molionidák, Eurütosz és Kteatosz
- Naida nimfától Próteusz
- Periboiától Nauszithoosz
- Poltüsz, Szarpédón öccse
- Szatürion nimfától Tarasz
- Szarpédón, Poltüsz bátyja
- Theophanétől az aranygyapjas kos
- Thoósza nimfától Polüphémosz küklópsz
- Türótól Peliasz és Néleusz

## Mítoszai
A név jelentése bizonyos értelmezések szerint „a Föld ura”, eredetileg ugyanis földistenség volt. Erre utal a homéroszi Földrázó Poszeidón (Γαιήοχος Ποσειδάων) jelző, ami a földrengések kiváltására utal és már Knósszoszban feltűnik (e-ne-si-da-o-ne). A mítoszok szerint ha szigonyát a földbe vágja, földrengés pattan ki. A görög mitológiában ezzel szemben mégis a tenger királya; hatalma kiterjed a tavakra és a folyókra is.
A küklópszoktól és a százkezűektől kapta a háromágú szigonyát, mikor Zeusz kiszabadította őket. Ezzel a szigonnyal tudja felkorbácsolni vagy lecsillapítani a hullámokat; az ő jó- vagy rosszindulatától függ a hajósok élete. Más verzióban a telkhinek, Pontosz és Gaia négy fia készítették a szigonyt. Ők voltak azok, akik Poszeidón nevelésében is segédkeztek. A theomakhia lezárultával Zeusz a testvérei második születését vette alapul, amikor Kronosz kiköpte gyermekeit, így magának követelte a legidősebbnek járó jogokat. A három fiútestvér felosztotta a világot, Zeuszé lett a föld és az ég, Poszeidóné a tengerek, óceánok és édesvizek, míg Hadésznak az Alvilág maradt.
Poszeidón azonban a legidősebbnek tartotta magát és úgy érezte, kisemmizték, a világ feletti hatalom neki járna. Ezért Apollónnal szövetkezve fellázadt Zeusz ellen, de veszítettek. Büntetésből a halandó Laomedónt kellett két évig szolgálnia, így ők építették a trójai vár falát. Bérüket azonban a trójai király nem fizette meg, ezért mindketten bosszúszomjasak voltak. A homéroszi eposz (Odüsszeia) szerint Odüsszeuszt megbüntette, mert Trója legyőzése után magának tulajdonította a győzelmet, holott Poszeidón földrengése és Apollón nyilai is segítették az ostromlókat, és fiát Polüphémoszt is megvakította. Azt mondta neki, hogy soha nem engedi hazajutni emiatt. Odüsszeuszt különböző istenek, és emberek tudták csak hazajuttatni, és semlegesíteni Poszeidón átkát.
Poszeidón kultusza jelentős szerepet játszott a minószi kultúra idején. Jellegzetes legendája a Minószhoz kötődő, amely szerint a krétai király Poszeidóntól kért a neki bemutatandó áldozathoz egy bikát. Erre a tengerből kilépett egy gyönyörű állat, amit viszont Minósz sajnált feláldozni és helyette egy saját bikát áldozott fel, Poszeidón bikáját pedig a saját gulyájába terelte. Poszeidón bosszúja volt ezután Minótaurosz születése – mivel Pasziphaé beleszeretett az isteni bikába – és Androgeósz halála.
A szárazföldekkel való kapcsolatát azzal őrizte meg, hogy a szigetek létrehozója volt. A tengerészek Poszeidónhoz fohászkodtak a biztonságos utazásért, sokszor élőáldozatot mutattak be neki: élő állatokat, néha lovakat dobtak a tengerbe, hogy nyugodt vizeken hajózhassanak. III. Alexandrosz makedón király az isszoszi csata előtt egy négylovas szekeret áldozott neki lovakkal együtt.Szent állata a ló volt. Szent növénye pedig a fenyő és a hárs.

## Kultusza
Az Iliaszban leírt tulajdonságai is utalnak a klasszikus ókori görögföldön betöltött szerepére. Ő volt a városi polgárok és a városfalak legfőbb védnöke, hasonlóan Pallasz Athénéhez. Így számos városban tisztelték, köztük Athénban és Korinthoszban. Athénban Kekropsz városalapítása után Athéné és Poszeidón is magukénak akarták a várost. Mindketten ajándékot adtak a városnak, Poszeidón a szigonyával (sós) vizet fakasztott, Athéné pedig egy olajfát ültetett. Kekropsz Athénét választotta. Hasonló legenda maradt fenn Erikhthonioszról és Erekhtheuszról is.
Pauszaniasz szerint eredetileg a delphoi orákulum védnöke is volt, míg Apollón át nem vette a helyét. A mitikus építőmesterek, Agamédész és két fia, Kerküón és Trophoniosz egyszerre építették a delphoi Apollón-szentélyt a mantineiai Poszeidón-szentéllyel. A két isten együtt segédkezett Trója várának építésében Laomedónnak. Poszeidón és Apollón kultuszai más vonatkozásokban is keresztezik egymást. Ezek egyike a rendkívül fontos kolonizálás. A gyarmatvárosok alapítása körül Apollón és Poszeidón is feltűnik. Xenophón az Anabasziszban írja, hogy a spártai katonák Poszeidón-himnuszokat énekeltek.
Neve már a lineáris B írású táblákon feltűnik po-se-da-wo-ne alakban, sokkal nagyobb gyakorisággal, mint Zeusz neve, amiből arra következtethetünk, hogy a bronzkorban kettejük közül ő volt a fontosabbik isten. Püloszban a „Két királynő és Poszeidón”, valamint a „Két királynő és a király” kifejezések gyakran előfordulnak.
A kereszténység megjelenésekor kultuszát Bizánc hatósugarában Szent Miklós tisztelete váltotta fel, aki a hajósok védőszentje lett.